# Coppa del Kosovo 2020-2021
La Coppa del Kosovo 2020-2021 (Digitalb Kupës së Kosovës) è stata la 28ª edizione del torneo, la quinta riconosciuta dalla UEFA, iniziata il 28 ottobre 2020 e terminata il 12 maggio 2021. Il Prishtina era la squadra detentrice del trofeo. Il Llapi ha conquistato il trofeo per la prima volta nella sua storia.

## Turni di qualificazione

### Primo turno
Partecipano a questo turno 10 squadre tra Liga e Parë e Liga e Dytë. Il sorteggio del primo turno è stato effettuato il 26 ottobre 2020.
| Squadra 1           | Risultato       | Squadra 2   |
| ------------------- | --------------- | ----------- |
| 28 ottobre 2020     |                 |             |
| Sharri              | 5 – 2           | Opoja       |
| Lidhja e Prizrenit  | 1 – 1 (1-3 dtr) | Mati        |
| Australia Mitrovicë | 5 – 1           | Tefik Çanga |
| Kosova              | 1 – 0           | Vjosa       |
| Korenica            | 0 – 2           | Prizreni    |

### Spareggio
| Squadra 1     | Risultato | Squadra 2 |
| ------------- | --------- | --------- |
| Novembre 2020 |           |           |
| Mati          | 1 – 4     | Kosova    |

### Secondo turno
| Squadra 1     | Risultato       | Squadra 2           |
| ------------- | --------------- | ------------------- |
| Novembre 2020 |                 |                     |
| Kosova        | 6 – 3           | Sharri              |
| Prizreni      | 3 – 3 (5-4 dtr) | Australia Mitrovicë |

## Sedicesimi di finale
Partecipano a questo turno 32 squadre: 10 della Superliga e Futbollit të Kosovës e 19 della Liga e Parë, tra le quali 2 vincitrici provenienti dai turni di qualificazione. Il sorteggio del secondo turno è stato effettuato l'8 dicembre 2020.
| Squadra 1            | Risultato   | Squadra 2  |
| -------------------- | ----------- | ---------- |
| 12 dicembre 2020     |             |            |
| Vitia                | 2 – 3       | Ferizaj    |
| 13 dicembre 2020     |             |            |
| Malisheva            | 2 – 3 (dts) | 2 Korriku  |
| Ulpiana              | 2 – 0       | Liria      |
| Vllaznia Pozheran    | 1 – 4       | Dukagjini  |
| 15 dicembre 2020     |             |            |
| Gjilani              | 5 – 0       | KEK        |
| 16 dicembre 2020     |             |            |
| A&N                  | 5 – 1       | Kika       |
| Besa Peć             | 0 – 2       | Istogu     |
| Dardana              | 0 – 1       | Ballkani   |
| Flamurtari Prishtina | 2 – 1 (dts) | Drenasi    |
| Kosova               | 2 – 6       | Prishtina  |
| Onix                 | 2 – 4       | Llapi      |
| 17 dicembre 2020     |             |            |
| Drita                | 2 – 1       | Trepça     |
| Prizreni             | 0 – 4       | Feronikeli |
| Ramiz Sadiku         | 1 – 2       | Arbëria    |
| Vëllaznimi           | 1 – 3       | Trepça '89 |
| Vushtrria            | 0 – 1       | Drenica    |

## Ottavi di finale
Il sorteggio è stato effettuato l'11 gennaio 2021.
| Squadra 1        | Risultato       | Squadra 2            |
| ---------------- | --------------- | -------------------- |
| 9 febbraio 2021  |                 |                      |
| Drenica          | 4 – 0           | Ulpiana              |
| Llapi            | 0 – 0 (4-3 dtr) | Ballkani             |
| Prishtina        | 1 – 0 (dts)     | Drita                |
| 10 febbraio 2021 |                 |                      |
| A&N              | 1 – 0           | Flamurtari Prishtina |
| Arbëria          | 0 – 1           | Feronikeli           |
| Istogu           | 2 – 0           | Gjilani              |
| Trepça '89       | 4 – 0           | Ferizaj              |
| 11 febbraio 2021 |                 |                      |
| Dukagjini        | 3 – 1           | 2 Korriku            |

## Quarti di finale
| Squadra 1     | Risultato       | Squadra 2 |
| ------------- | --------------- | --------- |
| 17 marzo 2021 |                 |           |
| Dukagjini     | 1 – 0           | Drenica   |
| Feronikeli    | 0 – 0 (2-4 dtr) | Prishtina |
| 18 marzo 2021 |                 |           |
| Istogu        | 1 – 1 (7-6 dtr) | A&N       |
| Trepça '89    | 1 – 2           | Llapi     |

## Semifinali
| Squadra 1                      | Totale | Squadra 2 | Andata | Ritorno |
| ------------------------------ | ------ | --------- | ------ | ------- |
| 7 aprile 2021 / 21 aprile 2021 |        |           |        |         |
| Istogu                         | 0 – 3  | Dukagjini | 0 – 3  | Ann.    |
| Prishtina                      | 4 – 5  | Llapi     | 2 – 3  | 2 – 2   |

## Finale
| Arbitro: | Genc Nuza |

|                                 |                      |                                          |
| Merlaku 113’                    | Marcatori            | 120+1’ Prençi                            |
| Kerim Basiru Gashi Syla Merlaku | Tiri di rigore 3 – 4 | Ramadani Gardašević Idrizi Januzi Hyseni |